# Bitcasa
Bitcasa（ビットカーサ）とは2011年に設立されたアメリカのベンチャー企業 (Bitcasa, Inc.) であり、同社の提供していた容量無制限データストレージのクラウドサービス（Bitcasa Infinite Drive）の名称でもある
。現在は終了している。

## 企業概要
トニー・ゴーダ（Tony Gauda）CEOがケビン・ブラックハム（Kevin Blackham）及びジョエル・アンドレン（Joel Andren）と共に創設し、本社はカリフォルニア州マウンテンビューにある。Bitcasaはかつてのマスターカードやモズィー（Mozy）の社員がホライズン・ベンチャーズ、ペリオン・ベンチャー・パートナーズ、サムスン・ベンチャーズ、アンドリーセン・ホロヴィッツといった投資会社の支援で設立している。2013年9月よりブライアン・タペッチ（Brian Taptich）がCEOを務める。
前述のとおり、Bitcasaはクラウドストレージを主要なサービスとして提供しているが、自前のデータセンターを所有しておらず、Amazon Web ServicesなどのWebサービスを利用しており、自身はソフトウェア開発に徹している。

### 沿革
2011年9月にサンフランシスコで開催されたTechCrunch Disruptの最終選考に残ったことで発表され、CrunchFundがBitcasaに投資した。
2012年6月、ベータ版を公開。12月には、Windows 8ユーザー向けのInfinite Drive、Androidユーザー向けのモバイルアプリケーションを発表した。
2013年2月5日に正式版のサービスを開始。無料ユーザーは容量10GB、月額10ドルか年額99ドルの使用料で容量無制限のオンラインストレージを使用できた（2月内は限定で初年額69ドルで容量無制限にアップグレードできた）。また、同日でiOSとMacアプリケーションも公開されている。7月にはヨーロッパで、日本時間8月28日付けで日本を含むアジアでサービスを開始した。しかし、11月19日に料金体系の変更を発表し、無料プランの容量が10GBから5GBに半減、月額10ドル（または年額99ドル）のプランは容量無制限から1TB上限に、そしての容量無制限プランは月額99ドル（年額999ドル）として、実質的に値上げしている（ただし既に従前の容量無制限プランを契約済だったユーザーは、従来通りの容量が継続適用）。この理由についてBitcasaは、1TB以上の容量を使うユーザーが殆どいなかったと分析した上で、ユーザーは容量よりもユーザビリティを求めているためと説明した。
2014年6月23日、アプリケーション開発者やサービスプロバイダ向けのAPIプラットフォームとなるCloudFS Platformのベータ版を発表した（正式サービス開始は同年夏を予定）。また同時に、日本を拠点としたクラウドストレージを展開していくことも発表している。
2016年4月7日、5GBの無料プランが無料トライアルに置き換えられた。無料アカウントの利用者は4月7日に自動的にトライアルに切り替えられ、60日の試用期間内に有料プランに切り替えない場合はサーバーからデータが削除されることになった。数週間後の4月21日、Bitcasaはビジネス製品への注力のためにクラウドストレージドライブサービスの停止を決定した。利用者は2016年5月20日までにデータをダウンロードするように求められ、この日を過ぎると、全ユーザーのデータはダウンロードができているか否かにかかわらず削除されるとした。
2016年9月、ウエブサイトへのアクセスが不可能になる。

## ストレージサービス
Bitcasaのオンラインストレージサービスは、クラウドで使う外付けハードディスクドライブであると表現しており、「容量が不足することは絶対にありません」とのキャッチコピーを掲げる。外部ハードディスクドライブの感覚でBitcasaに保存しているデータの読み書きができるが、ローカルストレージとのリアルタイムなデータ同期は行われない点でDropboxなどの同期型オンラインストレージサービスとは異なる。これは、オンライン環境が前提となる「モバイル・ファースト」で設計しているためであるが、ミラーリング機能を使うと、自動的・定期的にローカルデータをクラウドにバックアップできるため、同期型のサービスに近い運用もできる。
特許を取得しているアルゴリズムは重複する内容を識別することで実際のストレージ必要容量を減少させ、保存されたデータを暗号化すると報道されているが、この特許は未だに明らかになっていない。

### セキュリティ
全てのファイルは暗号化されてクラウドに保存されており、Bitcasa社員もアクセスできないとされる。これは、ユーザーの使用しているデバイス上でデータファイルをブロック単位で分割し、それぞれを暗号化した後にBitcasaのクラウドストレージにアップロードしているためで、データの復元には「全てのブロック」「暗号化してクラウド上に保存しているデータファイルごとのブロックの組み合わせ記録（Bitcasaでは「マニフェスト」と呼称）」「ユーザーの暗号キー」の全てが必要となる仕組みである。タペッチCEOは「Bitcasaが管理するデータは、たとえNSA（米国家安全保障局）にデータを提出しても、すぐには内容まで把握できないだろう」と述べ、ブロックやマニフェストを復元しても、ユーザーとデータのひも付けは相当困難であると説明している。

## CloudFS Platform
Bitcasa CloudFS Platformは、アプリケーションやシステムを開発する個人や会社が、高速かつ安価にクラウドストレージを利用できるようにするAPIプラットフォームである。このAPIは、Amazon Webサービス・Google Cloud Platform・OpenStackなどを、開発するアプリやシステムに簡単に組み込むことを可能とするもので、Dropboxなどの個人向けクラウドストレージサービスとは補完的な関係になると見込まれる。

## 利用状況
2014年6月時点で、Bitcasaのユーザー数は140か国で約100万人、国別ユーザー数では第1位がアメリカ、2位が日本（全ユーザー数の約14％、保管データの約25%、アップロードデータ量は1日あたり約10TB）である。
また、2013年11月時点で、Bitcasaに保存されているデータの総量は35PB以上であるが、1TB以上のデータを保存している利用者は5%以下である。